# Huji (socken i Kina, lat 33,72, long 115,17)
Huji (kinesiska: 胡集, 胡集乡) är en socken i Kina. Den ligger i provinsen Henan, i den centrala delen av landet, omkring 180 kilometer sydost om provinshuvudstaden Zhengzhou.
Genomsnittlig årsnederbörd är 998 millimeter. Den regnigaste månaden är augusti, med i genomsnitt 192 mm nederbörd, och den torraste är januari, med 9 mm nederbörd.